# (4987) Flamsteed
(4987) Flamsteed (1980 FH12) – planetoida z pasa głównego asteroid okrążająca Słońce w ciągu 3,43 lat w średniej odległości 2,27 j.a. Odkryta 20 marca 1980 roku.